# كلاوس فوفيرايت
كلاوس فوفيرايت (بالألمانية: Klaus Wowereit) (ولد في 1 أكتوبر 1953) هو سياسي ألماني، عضو في الحزب الديمقراطي الاجتماعي الألماني (SPD)، وكان رئيس البلدية الحاكم لبرلين من 21 أكتوبر 2001 إلى 11 ديسمبر 2014. فاز حزبه بتعددية الأصوات في انتخابات الولاية في 2001، 29.7%. كما شغل منصب رئيس البوندسرات الاتحادي (رابع أعلى منصب في ألمانيا) في 2001/02. أعيد انتخاب تحالفه بقيادة الحزب الديمقراطي الاجتماعي في انتخابات 2006؛ بعد انتخابات عام 2011، تغير الشريك الائتلافي للحزب الديمقراطي الاشتراكي من الحزب اليساري الألماني إلى حزب الاتحاد الديمقراطي المسيحي. كما تم ذكره في بعض الأحيان كمرشح محتمل للحزب الديمقراطي الاجتماعي من أجل أن يصبح مستشار ألمانيا (بالألمانية: Kanzlerkandidatur)، ولكن لم يتحقق ذلك أبدًا.

## النشأة
ولدت فوفيرايت في برلين الغربية في 1 أكتوبر 1953. درس القانون في جامعة برلين الحرة (امتحانات الولاية، 1981 و 1984).

## المسيرة السياسية
بعد ثلاث سنوات كموظف حكومي في مكتب مجلس الشيوخ في وزارة الداخلية، شارك فوفيرايت في الانتخابات لمستشار البلدية في منطقة تمبلهوف. وكان في سن ال 30، بذلك، أصغر مستشار في مدينة برلين. بعد أحد عشر عامًا من عمله كمستشار للمقاطعة، انضم إلى مجلس النواب برلين (بالألمانية: Abgeordnetenhaus von Berlin) الذي كان بمثابة برلمان الولاية للمدينة في عام 1995. وفي ديسمبر 1999، تم انتخابه رئيسًا للمجموعة البرلمانية للحزب الاشتراكي الديمقراطي في مجلس النواب في برلين.

### رئيس البلدية الحاكم لبرلين، 2001-2014
منذ يونيو 2001 شغل منصب رئيس البلدية (بالألمانية: Regierender Bürgermeister) في برلين. في السابق، ترك الحزب الديمقراطي الاشتراكي الائتلاف الكبير مع حزب الاتحاد الديمقراطي المسيحي ما استوجب إقامة انتخابات جديدة. بعد هذه الانتخابات وبعد مفاوضات طويلة، دخل فوفيريت في ائتلاف مع الحزب الديمقراطي الاجتماعي.
في الانتخابات التي أجريت في 17 سبتمبر 2006، كان حزبه، الحزب الاشتراكي الديمقراطي أقوى حزب بنسبة 30.8%. واستمر في ائتلافه مع الحزب اليساري الألماني. ومع ذلك، أعاد مجلس النواب في برلين السادس عشر انتخاب فوفيرايت لمنصب رئيس البلدية في 23 نوفمبر 2006، في الاقتراع الثاني بأغلبية 75-74 فقط. صوت حزب الاتحاد الديمقراطي المسيحي والحزب الديمقراطي الحر وحزب الخضر الألماني ضده. في الانتخابات التي أجريت في 18 سبتمبر 2011 كان هو وحزبه مرة أخرى أقوى حزب في الانتخابات.
خلال فترة ولايته، تعددت المناقشات العامة حول دمج المهاجرين المسلمين في ألمانيا. في عام 2011 نشر كتاب «الشجاعة من أجل الاندماج - من أجل عيش مشترك جديد» (بالألمانية: Mut zur Integration - für ein neues Miteinander) وهو كتاب كتبه ردا على كتاب مثير للجدل بعنوان «ألمانيا تقضي على نفسها» كتبه وزير المالية السابق لولاية برلين ثيلو سارازين. وفي نفس العام، عين السياسي التركي الأصل ديليك كولات سيناتورا من أجل العمل والاندماج والمرأة. في مايو 2012، عين شيرمين ازنغاف مديرة فنية لمسرح ماكسيم غوركي.
في المفاوضات لتشكيل ائتلاف كبير للحزب الديمقراطي المسيحي للمستشارة أنغيلا ميركل (حزب الاتحاد الديمقراطي المسيحي بالاشتراك مع الاتحاد الاجتماعي المسيحي البافاري) والحزب الديمقراطي الاجتماعي الألماني في أعقاب الانتخابات الفيدرالية في عام 2013، قاد فوفيراييت وفد الحزب الديمقراطي الاشتراكي الألماني في مجموعة العمل المعنية بالشؤون الثقافية والإعلامية. نظيره من حزب الاتحاد الديمقراطي المسيحي كان مايكل كريتشمر.
في 26 أغسطس 2014 أعلن فوفيرايت أنه سيستقيل من منصبه في 11 ديسمبر 2014. وفي وقت استقالته، كان أطول رئيس ولاية ألمانية.

#### الاستقالة والجدل حول مطار برلين براندينبورغ
في 21 أكتوبر 2003، أصبح فوفورايت واحدا من أربعة أعضاء يمثلون أرض برلين في المجلس الإشرافي للمشروع لبناء مطار برلين براندنبورغ الجديد. في عام 2006، تم انتخابه رئيسًا لمجلس الإدارة. ولكن، في 7 يناير 2013، تخلى فوفورايت عن رئاسته للمجلس بعد التأخير المستمر في تاريخ افتتاح المطار. وتم تعيين رئيس الوزراء لأرض براندنبورغ، ماتياس بلاتسيك خلفا له. نجا فوفورايت من تصويت سحب الثقة ضده في مجلس النواب في برلين في 12 يناير، عندما تخلى بلاتسيك عن مناصبه السياسية لأسباب صحية في يوليو 2013، تم تعيين فوفيرايت رئيسا للمجلس مرة أخرى، على الرغم من الكثير من الانتقادات. وقد اتهمه بأنه مسؤول عن مختلف التأخيرات والتجاوزات في تكاليف مشروع المطار. وقد اتهم بأنه يتجاهل بعض المشاكل، وبأنه يرد بغضب على التقارير التي تنقده. أيضا، يقال إنه وضع في المجلس أصدقاء سياسيين عوض وضع أناس أكفاء.
أعلن فوفورايت عزمه على الاستقالة في نهاية عام 2014 بسبب تأخر المطار قائلا أنه كان «أكبر فشل» في فترة ولايته في منصبه، ولكن كان هناك أيضاً «عدة أوقات صعبة.»

## المسيرة بعد السياسة
جنبا إلى جنب مع يوتا ألميندينغر، ترأس فوفيرايت رئاسة لجنة الخبراء المستقلة المعنية بالتمييز على أساس الجنس في ألمانيا الاتحادية لمكافحة التمييز من عام 2015 حتى عام 2016. في عام 2017، شغل لفترة وجيزة منصب محكم في مفاوضات الأجور بين شركة الطيران يورو وينغز ونقابة مضيفي الطيران.

## أنشطة أخرى

### مجالس إدارة الشركات
مطار برلين شونيفيلد، رئيس مجلس الإشراف السابق

### المنظمات غير الربحية
- مؤسسة فريدريش إيبرت (FES)، عضو [18]
- مكتبة برلين المركزية والإقليمية (ZLB)، رئيس مجلس الأمناء السابق.
- بطولة الاتحاد الأوروبي للجمباز الفني لعام 2011، رئيس مجلس الأمناء السابق [19]
- مؤسسة التنمية والسلام (SEF)، نائب رئيس مجلس الأمناء

## الحياة الخاصة
فوفيرايت هو أصغر أخوين وأختين ونشأ بدون أب. أحد إخوانه أعانه في دراساته، ثم اعتنى بشقيقه الذي أصيب بالشلل بعد حادث، وكذلك بوالدته التي كانت تعاني من السرطان.
يعتبر فوفيرايت واحد من أشهر السياسيين الألمان مثليي الجنس علنا. لما أعلن عن مثليته الجنسية، قبل انتخابات رئاسة بلدية برلين عام 2001، صاغ العبارة الألمانية المشهورة حاليا «Ich bin schwul، und das ist auch gut هكذا» («أنا مثلي الجنس، وهذا أيضاً أمر جيد.») في سيرته الذاتية، يقول فوفيرايت أن قراره في الإفصاح عن ميوله المثلية علنا كان بعد تعيينه كمرشح ليصبح رئيس بلدية برلين، شعر بأن الصحف التابلويد الألمانية كانت بالفعل «على المسار الصحيح». مع رغبته في إفصاحه عن ميوله المثلية، أراد فوفيريت التغلب على صحف التابلويد ومنعهم من كتابة القصص امبالغ فيها المثيرة، والملفقة حول حياته الخاصة. وقال فوفيرايت تلك الكلمات الشهيرة حاليا خلال مؤتمر الحزب الديمقراطي الاجتماعي في برلين. بعد نهاية كلمته، كان هناك نصف ثانية من الصمت المفاجئ، ثم هتف احدهم عفويا وصفقوا تصفيقا قويا لدعمه.
في مقابلة عام 2010 مع مجلة تايم، قال إن إفصاحه عن ميوله المثلية قد يكون في الواقع قد عزز حملته.
جعل انتخابه رئيسا لبلدية برلين واحدة من ثلاث مدن أوروبية رئيسية مع رئيس بلدية مثلي الجنس علنا، جنبا إلى جنب مع باريس، والذي كان برترون ديلانوي رئيس بلديتها، وهامبورغ، والذي كان أولي فون بويست رئيس بلديتها في ذلك الوقت، الذي تولى منصبه أيضا في عام 2001. ولكن استقال فون بويست من منصبه في عام 2010، وترك ديلانو منصبه في عام 2014، مما جعل فوفيرايت هو رئيس البلدية المثلي الوحيد لمدينة أوروبية وألمانية كبيرة. برلين أكبر وأهم مدن وهامبورغ هي ثاني أكبر مدينة في ألمانيا، وهما أيضا ولايتان ألمانيتان في حد ذاتها، وبذلك كان فوفيرايت وفون بويست رئيسا حكومتين.
في سبتمبر 2007، نشر فوفيرايت كتابًا سيرة ذاتية بعنوان.. «وهذا أيضا أمر جيد» (بالألمانية: … und das ist auch gut so)، وهي العبارة الشهيرة بعد إفصاحه عن ميوله المثلية.
شريك فوفيرايت، «يورن كوبيكي»، هو جراح أعصاب. وهما في علاقة عاطفية منذ عام 1993.

## جوائز
- 2001: «وسام الجمهورية المالطية» Ix-Xirka ħieħ ir-Repubblika
- 2004: عضو فخري في «أسود، أحمر، ذهب راية الرايخ» (بالألمانية: Reichsbanners Schwarz-Rot-Gold ، Bund aktiver Demokraten eV)
- 2011: الصليب الأكبر من وسام استحقاق جمهورية ألمانيا الاتحادية (بالألمانية: Großes Verdienstkreuz mit Stern und Schulterband of Germany)

## وصلات خارجية
- كلاوس فوفيرايت على موقع مونزينجر (الألمانية)

- Konsequent Berlin (موقع شخصي بالإنجليزية والفرنسية) (بالألمانية)

- السيرة على موقع CityMayors.com (بالإنجليزية)
- مقابلة مع كلاوس فوفرايت في «مجلة إكسبرلينر» (بالإنجليزية)

| المناصب السياسية    | المناصب السياسية            | المناصب السياسية  |
| ------------------- | --------------------------- | ----------------- |
| سبقه إيبرهارت ديبجن | عمدة برلين الحاكم 2001–2014 | تبعه ميشائيل مولر |